# Alpaida hoffmanni
Alpaida hoffmanni är en spindelart som beskrevs av Levi 1988. Alpaida hoffmanni ingår i släktet Alpaida och familjen hjulspindlar. Inga underarter finns listade i Catalogue of Life.